# 中華人民共和国中央軍事委員会
中華人民共和国中央軍事委員会（ちゅうかじんみんきょうわこくちゅうおうぐんじいいんかい）は、中華人民共和国の最高軍事指導機関。1982年改正の中華人民共和国憲法（1982年憲法）によって設立。国家中央軍事委員会ともいい、中国では短く国家軍委などと略す。国家中央軍事委員会主席は、中華人民共和国（中国）の軍隊である国家武装力量の最高司令官。2013年3月より、中国第5代最高指導者の習近平が就任している。

## 概説
国家中央軍事委員会とは、主席、若干名の副主席および委員で構成される。国家中央軍事委員会主席は全国人民代表大会（全人代）によって選出される。副主席及び委員は、主席の指名に基づき、全人代が選出する。任期は5年。法律上、連続再選の制限はない。国家中央軍事委員会主席は、全人代及び全人代常務委員会に対して責任を負う。
1982年憲法第93条第1項では、国家中央軍事委員会が「全国の武装力を領導する」と規定されている。これは鄧小平の軍事改革によるものであり、1975年憲法および1978年憲法で「中国共産党中央委員会主席が全国の武装力を統率する」と規定されていたものを改正し、解放軍を国家の軍事機構化する措置であった。
一方で憲法前文に中国共産党が国家を領導することが謳われており、また中華人民共和国国防法では、「中華人民共和国の武装力は中国共産党の領導を受ける」「武装力の中の共産党組織は、共産党規約に従って活動する」とあるため、結局、中国共産党が軍事を支配する事になっている。特に、中国共産党中央軍事委員会と国家中央軍事委員会の構成員が同一である事を踏まえれば、「国家中央軍事委員会は党中央軍事委員会に服従する」という体制に他ならない。中国人民解放軍が「党の軍隊」と言われるのはこのためである。

## 職権
国家中央軍事委員会の職権は、「中華人民共和国国防法」（1997年3月14日採択）第13章に明記されている。
- 全国の武装力（中国人民解放軍現役部隊・予備役部隊、中国人民武装警察部隊、民兵）を統一して指揮し、国境警備、海防、防空などの防衛活動を指導する。
- 軍事戦略および武装力作戦に関する方針の決定。
- 中国人民解放軍の建設を指導・管理し、計画を策定して組織的に実施する。
- 全人代および全人代常務委員会に議案を提出する。
- 憲法・法律により、軍事法規を制定し、決定と命令を発布する。
- 中国人民解放軍の編制を決定し、本部および軍区、陸海空軍の種類およびその他の区級単位の任務・職責を定める。
- 法律・軍事法規の規定により、武装力構成員の任免・試験・賞罰・研修を管掌する。
- 武装力の武器装備体制および武器装備発展計画の批准。
- 国務院の活動を補佐し、国防における科学研究の成果を管理して必要な措置をとり、国防教育活動を強化する。
- 法律が定めるその他の職権。

## 歴代委員会主席
- 鄧小平 （1983年6月6日 - 1990年3月21日[3]）
- 江沢民 （1990年4月3日[4] - 2005年3月8日[5]）
- 胡錦濤 （2005年3月13日 - 2013年3月14日）
- 習近平 （2013年3月14日 - ）

## 沿革

### 第6期全人代（1983年－1988年）
1982年憲法において国家中央軍事委員会が規程され、今大会において初めて委員が選出された。1987年に鄧小平は中国共産党中央委員を退任して一般党員となるが、党および国家中央軍事委員会主席の立場で国家を指導した。
- 主席[6]：鄧小平
- 副主席[7]：葉剣英、徐向前、聶栄臻、楊尚昆
- 委員[7]：張愛萍、余秋里、楊得志、洪学智

### 第7期全人代（1988年－1993年）
1989年の第二次天安門事件において、趙紫陽はその責任を問われ、党および国家の全役職から解任された。新たな党総書記には江沢民が抜擢され、翌1990年には鄧小平に代わり、軍務経験のない江が軍事委員会主席に選出された。
- 主席[8]：鄧小平→江沢民（1990年4月3日、第7期全人代第3回会議[4]）
- 副主席[9]：趙紫陽（1989年6月30日、第7期全人代常務委員会第8回会議で解任）、楊尚昆、劉華清（1990年4月4日、第7期全人代第3回会議[10]）
- 委員[9]：洪学智（1990年4月4日、第7期全人代第3回会議で解任[10]）、劉華清、秦基偉、遅浩田、楊白冰、趙南起

### 第8期全人代（1993年－1998年）
天安門事件以降、軍内で影響力を増大させた楊尚昆・白冰兄弟が軍委から追放される。そしてまた、1994年制定の「人民解放軍軍官階級条例」において、主席には軍階級を授与されないことが定められ、文官であることが原則化された。
- 主席：江沢民
- 副主席[12]：劉華清、張震、張万年（1995年12月、第8期全人代常務委員会第17回会議）、遅浩田（1995年12月、第8期全人代常務委員会第17回会議）
- 委員[12]：遅浩田、張万年、于永波、傅全有、王克（1995年12月、第8期全人代常務委員会第17回会議）、王瑞林（1995年12月、第8期全人代常務委員会第17回会議）

### 第9期全人代（1998年－2003年）
- 主席[13]：江沢民
- 副主席[14]：胡錦濤（1999年10月、第9期全人代常務委員会第12回会議[15]）、張万年、遅浩田
- 委員[14]：傅全有、于永波、王克、王瑞林、曹剛川（1998年11月、第9期全人代常務委員会第5回会議）、郭伯雄（1999年10月、第9期全人代常務委員会第12回会議[15]）、徐才厚（1999年10月、第9期全人代常務委員会第12回会議[15]）

### 第10期全人代（2003年－2008年）
江沢民は今大会において国家主席を退任し、胡錦濤に引き継いだ。しかし、鄧小平に同じく中央軍事委員会主席の職は保持し続けた。そのために批判が多く、2005年に同職も胡錦濤に引き継いだ。
- 主席：江沢民→胡錦濤（2005年3月13日、第10期全人代第3回会議[16]）
- 副主席：胡錦濤、郭伯雄、曹剛川、徐才厚（2005年3月14日、第10期全人代第3回会議[17]）
- 委員：徐才厚、梁光烈、廖錫竜、李継耐、陳炳徳（2005年3月14日、第10期全人代第3回会議[17]）、喬清晨（2005年3月14日、第10期全人代第3回会議[17]）、張定発（2005年3月14日、第10期全人代第3回会議[17]）、靖志遠（2005年3月14日、第10期全人代第3回会議[17]）

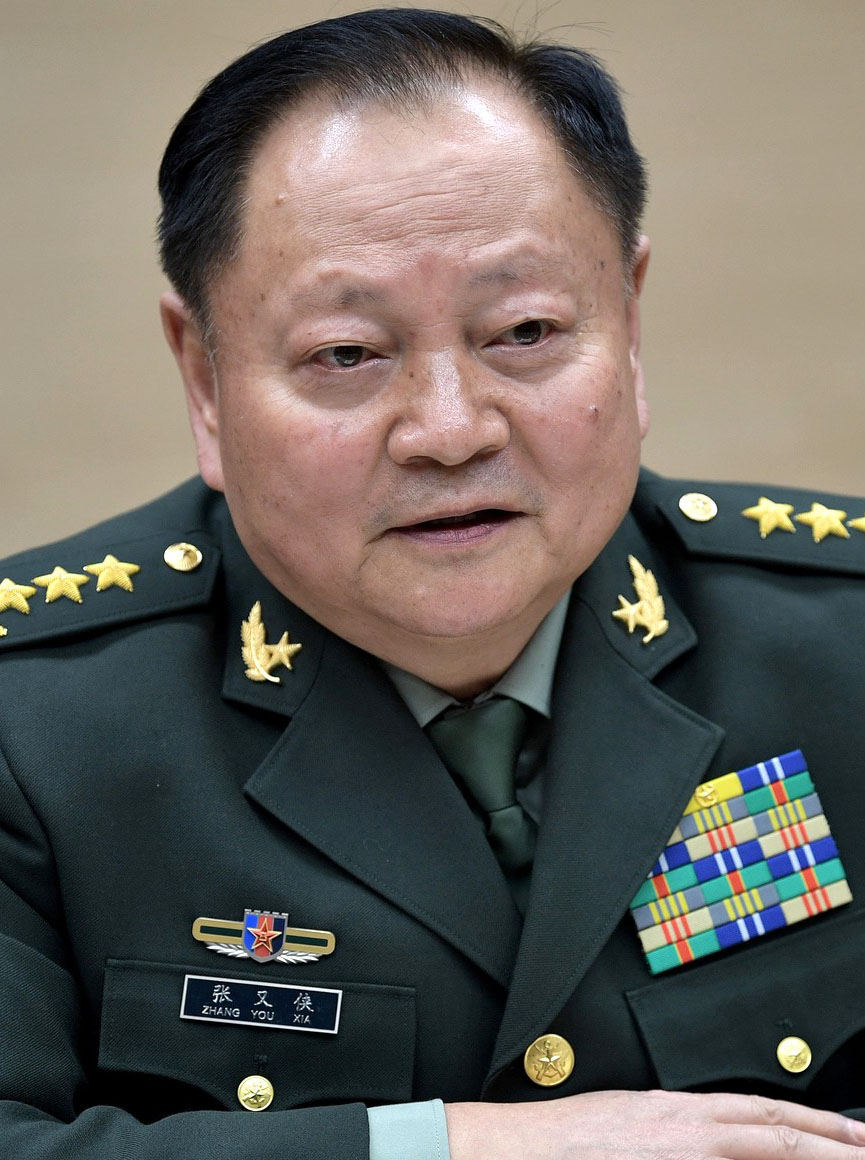
副主席: 張又侠

### 第11期全人代（2008年－2013年）
2010年に習近平が党および国家軍事委員会副主席に任ぜられ、胡錦濤の次期後継が事実上確定した。
- 主席：胡錦濤
- 副主席[18]：習近平（2010年10月28日、第11期全人代常務委員会第17回会議）、郭伯雄、徐才厚
- 委員[18]：梁光烈、陳炳徳、李継耐、廖錫竜、常万全、靖志遠、呉勝利、許其亮

### 第12期全人代（2013年－2018年）
2012年の党大会ですでに党中央軍事委員会主席を継いでいた習近平が、国家中央軍事委員会主席の職も引き継ぎ、憲法上においても軍権を掌握した。
- 主席[19]：習近平
- 副主席[20]：范長龍、許其亮
- 委員[20]：常万全、房峰輝、張陽、趙克石、張又侠、呉勝利、馬曉天、魏鳳和

### 第13期全人代（2018年－2023年）
- 主席[21]：習近平
- 副主席[22]：許其亮、張又侠
- 委員[22]：魏鳳和、李作成、苗華、張昇民（中国語版）

### 第14期全人代（2023年－）
- 主席：習近平
- 副主席：張又侠、何衛東
- 委員：李尚福（2023年10月24日の第14期全人代常務委員会第6次会議で兼職の国務委員・国防部長とともに解任[23]）、劉振立、苗華、張昇民（中国語版）